# Entrance Point
Der Entrance Point (englisch für Eingangsspitze, in Argentinien Punta Entrada, in Chile Punta Caupolicán) ist eine Landspitze im Südosten von Deception Island im Archipel der Südlichen Shetlandinseln. Sie markiert die Südseite von Neptunes Bellows, der Einfahrt zum Port Foster.
Den deskriptiven Namen erhielt die Landspitze durch das Hydrographenamt der britischen Admiralität im Anschluss an Vermessungen, die unter der Leitung von Lieutenant Commander David Neil Penfold (1913–1991) von der Royal Navy zwischen 1948 und 1949 durchgeführt worden waren. Die argentinische Benennung ist eine bloße Übersetzung des englischen Namens. Wissenschaftler der 1. Chilenischen Antarktisexpedition (1946–1947) benannten die Landspitze dagegen nach Caupolicán († 1558), einem Kriegshäuptling der Mapuche im Arauco-Krieg.